# John Kasay
John David Kasay (født 27. oktober 1969 i Athens, Georgia, USA) er en tidligere amerikansk footballspiller, der spillede i NFL som place kicker. Hans karriere strakte sig fra 1991 til 2011, og han repræsenterede Seattle Seahawks, New Orleans Saints og Carolina Panthers.
Kasay var en del af det Carolina Panthers-hold, der i 2004 tabte Super Bowl XXXVIII til New England Patriots. En enkelt gang, tilbage i 1996, blev han udtaget til Pro Bowl, NFL's All Star-kamp.

## Klubber
- Seattle Seahawks (1991–1994)
- Carolina Panthers (1995–2010)
- New Orleans Saints (2011)